# Evangelisch-Lutherische Landeskirche Schaumburg-Lippe
Die Evangelisch-Lutherische Landeskirche Schaumburg-Lippe ist eine von 20 Gliedkirchen (Landeskirchen) der Evangelischen Kirche in Deutschland (EKD). Wie alle Landeskirchen ist sie eine Körperschaft des öffentlichen Rechts. Die Evangelisch-Lutherische Landeskirche Schaumburg-Lippe mit Sitz in Bückeburg (Landkreis Schaumburg) hat 43.111 Mitglieder (Stand: 2024) in 22 Kirchengemeinden und ist damit – nach der Evangelischen Landeskirche Anhalts – die zweitkleinste Landeskirche Deutschlands. Sie hat den höchsten evangelischen Bevölkerungsanteil aller Landeskirchen Deutschlands.
Die Evangelisch-Lutherische Landeskirche Schaumburg-Lippe ist eine der lutherischen Kirchen innerhalb der EKD sowie Mitglied der Vereinigten Evangelisch-Lutherischen Kirche Deutschlands (VELKD) und der Konföderation evangelischer Kirchen in Niedersachsen.
Hauptkirche der Evangelisch-Lutherischen Landeskirche Schaumburg-Lippe ist die Stadtkirche in Bückeburg.

## Gebiet der Landeskirche
Das Gebiet der Evangelisch-Lutherischen Landeskirche Schaumburg-Lippe umfasst das bis 1946 bestehende Land Schaumburg-Lippe, das seinerzeit zur britischen Besatzungszone gehörte und dem Land Niedersachsen eingegliedert wurde. Hier umfasste es zunächst noch die beiden Landkreise Bückeburg und Stadthagen, welche 1948 zum Landkreis Schaumburg-Lippe (Kreisstadt Stadthagen) vereinigt wurde. Bei der Kreisreform 1977 wurde dieser mit dem Landkreis Grafschaft Schaumburg (Sitz Rinteln) zum Landkreis Schaumburg (Kreisstadt Stadthagen) vereinigt. Das Gebiet der Evangelisch-Lutherischen Landeskirche Schaumburg-Lippe umfasst daher heute nur den nördlichen Teil des Landkreises Schaumburg ohne den Flecken Wiedensahl, aber mit den ehemals schaumburg-lippischen Ortschaften Steinhude und Großenheidorn, die inzwischen als Stadtteile von Wunstorf zur Region Hannover gehören. Außerdem gehört die Kirchengemeinde Frille zu dieser Landeskirche. Frille ist ein Ortsteil der Stadt Petershagen im nordrhein-westfälischen Kreis Minden-Lübbecke.

## Geschichte
Die Geschichte der Evangelisch-Lutherischen Landeskirche Schaumburg-Lippe ist untrennbar mit der Geschichte des Landes Schaumburg-Lippe verbunden. Seit dem 12. Jahrhundert hatte sich ein Grafengeschlecht nach der Burg Schaumburg bei Rinteln benannt. Die Familie konnte alsbald ein kleines Herrschaftsgebiet aufbauen. Kirchlich gehörte das Gebiet zum Bistum Minden. Im Zeitalter der Reformation erklärte Graf Otto IV. von Schaumburg nach seiner Heirat mit Elisabeth Ursula von Braunschweig-Lüneburg, einer Tochter Ernst des Bekenners, am 5. Mai 1559 die Mecklenburgische Kirchenordnung von 1552 in der Grafschaft Schaumburg für allein gültig. Denn dies hatte er im Ehevertrag versprochen. So wurde die Grafschaft lutherisch. Graf Otto berief Jakob Dammann in die Residenzstadt Stadthagen. Die Franziskaner in Stadthagen, die Nonnen des Klosters Fischbeck und die Nonnen des Klosters Obernkirchen widersetzten sich – letztlich erfolglos – der Einführung der Reformation.
1640 wurde die Grafschaft Schaumburg geteilt. Es entstand einerseits die zur Landgrafschaft Hessen-Kassel, später zum Kurfürstentum Hessen-Kassel bzw. zur preußischen Provinz Hessen-Nassau gehörige (neue) Grafschaft Schaumburg mit Sitz in Rinteln und andererseits die zum reformierten Haus Lippe gehörige Grafschaft Schaumburg-Lippe mit Sitz Bückeburg, die 1807 zum „Fürstentum Schaumburg-Lippe“ aufstieg, nachdem Graf Georg Wilhelm dem Rheinbund beigetreten war. 1815 trat das Fürstentum Schaumburg-Lippe dem Deutschen Bund bei und wurde 1871 ein Gliedstaat des Deutschen Reiches.

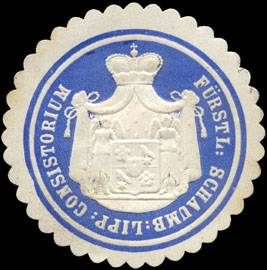
Siegelmarke des Fürstlich Schaumburg-Lippischen Consistoriums

„Oberhaupt der Kirche“ war der jeweilige Regent des Fürstentums Schaumburg-Lippe als summus episcopus. Das reformierte Fürstenhaus änderte nichts am lutherischen Konfessionsstand der Landeskirche. Geistlicher Leiter war ein Superintendent, später Landessuperintendent. Einer ihrer berühmtesten war Johann Gottfried Herder, der von 1771 bis 1776 in Bückeburg wirkte. Exekutivorgan war das Konsistorium. Es war der Regierung nicht unter-, sondern nebengeordnet.
Nach dem Ersten Weltkrieg wurde Schaumburg-Lippe 1918 Freistaat innerhalb der Weimarer Republik. Die Kirchenleitung wurde von der Synode wahrgenommen. An die Spitze der Landeskirche wurde ein Landessuperintendent gewählt.
Nach dem Zweiten Weltkrieg wurde das Land Schaumburg-Lippe 1946 in das neugeschaffene Land Niedersachsen eingegliedert. Die Landeskirche blieb jedoch selbständig und trat der Evangelischen Kirche in Deutschland (EKD) sowie der Vereinigten Evangelisch-Lutherischen Kirche Deutschlands (VELKD) bei. Der Landessuperintendent trägt seit 1949 den Titel Landesbischof. Die Kirchenverwaltung befand sich von Anfang an in Bückeburg.
Die Landeskirche schloss sich 1971 mit den vier anderen evangelischen Kirchen in Niedersachsen zur Konföderation Evangelischer Kirchen in Niedersachsen zusammen. Die schaumburg-lippische Landeskirche war die letzte Kirche innerhalb der EKD, die 1991 die Frauenordination einführte.

## Leitung der Landeskirche
An der Spitze der Landeskirche steht der Landesbischof (bis 1949 Landessuperintendent), der von der Landessynode gewählt wird.  Mit der Vollendung seines 65. Lebensjahres tritt der Landesbischof in der Regel in den Ruhestand.

### Superintendenten
- 1758–1775: Johann Christian Wilhelm Meier
- 1775–1776: Johann Gottfried Herder, bereits ab 1771 Hauptprediger an der Stadtkirche Bückeburg
- 1777–1778: Christoph Ludwig Bernhard Peithmann
- 1778–1784: Johann Friedrich Gottfried Grupe
- 1784–1792: Just Friedrich Froriep (1745–1800)
- 1793–1803: Karl Gottlieb Horstig (1763–1835)
- 1805–1834: Christian Ludwig Funk
- 1834–1844: Heinrich Schoof
- 1846–1849: Friedrich Ludwig Bömers
- 1849–1854: Johann Friedrich Ernst Reischauer
- 1854–1894: Leonhard Philipp August Reiche
- 1895–1907: Wilhelm Kuhlgatz
- 1907–1908: Johann Crusius
- 1908–1932: Heinrich Türnau

### Landessuperintendenten
- 1908–1932: Heinrich Türnau, als Landessuperintendent gemäß Kirchengesetz vom 28. November 1919
- 1933–1949: Wilhelm Henke

### Landesbischöfe
- 1949–1966: Wilhelm Henke
- 1966–1979: Johann Gottfried Maltusch
- 1979–1991: Joachim Heubach
- 1991–2001: Heinrich Herrmanns
- 2001–2009: Jürgen Johannesdotter
- 2009–2024: Karl-Hinrich Manzke
- 2024–0000: Oliver Schuegraf[9]

## Landessynode
Als „Parlament“ hat die Landeskirche eine Landessynode, deren Mitglieder, die Synodalen, auf 6 Jahre gewählt sind, ein Teil wird berufen. Die Aufgabe der Synode ist ähnlich wie die von politischen Parlamenten. Vorsitzender der Synode ist die ehrenamtliche Präsidentin der Landessynode.

## Verwaltung der Landeskirche

### Landeskirchenamt und Landeskirchenrat

#### Landeskirchenamt
Der Landesbischof hat seinen Amtssitz in Bückeburg im Landeskirchenamt, dem ein Präsident vorsteht. Es gliedert sich  in zwei Abteilungen, die in Referate und Sachgebiete unterteilt sind. Der Präsident (Hauptabteilung I „Recht und Verwaltung“) bildet zusammen mit dem Landesbischof (Hauptabteilung II „Theologie und Ökumene“) das leitende Kollegium des Landeskirchenamts. Die theologische Referentin   sowie der Verwaltungsleiter nehmen an den Kollegiumssitzungen ohne Stimmrecht teil.  

#### Landeskirchenrat
Der Landeskirchenrat ist die „Regierung“ der Landeskirche, dem der Landesbischof vorsteht. Zu diesem leitenden Gremium gehören neben dem Landesbischof, dessen Stellvertreter in geistlichen Angelegenheiten, der Präsident des Landeskirchenamts, die Präsidentin der Landessynode und vier weitere Mitglieder der Landessynode.

### Verwaltungshierarchie
In der Verwaltungshierarchie ist die Landeskirche von unten nach oben wie folgt aufgebaut:
An der Basis stehen die Kirchengemeinden als Körperschaften des öffentlichen Rechts mit gewählten Gemeindekirchenräten, dessen Mitglieder die Gemeindekirchenratsmitglieder sind. Die Gemeindekirchenräte wählen aus ihrer Mitte den Kirchenvorstand, der zusammen mit den Pfarrern die Kirchengemeinde verwaltet. Die beiden Kirchengemeinden Bückeburg und Stadthagen werden ebenfalls vom Kirchenvorstand geleitet. Der jeweils geschäftsführende Pastor in diesen Gemeinden darf sich der Tradition folgend  Oberprediger nennen.
Mehrere Kirchengemeinden bilden jeweils einen Kooperationsraum. Die Kooperationsräume I, II und III bilden den Kirchenbezirk West. Die Kooperationsräume IV und V bilden den Kirchenbezirk Ost. Jeder Kirchenbezirk wird von einem Superintendenten geleitet. 
Die Kirchenbezirke bilden zusammen die Landeskirche, in der allgemeinen Verwaltung dem Bundesland vergleichbar. Eine mittlere Ebene, in der allgemeinen Verwaltung einem Regierungsbezirk vergleichbar, gibt es in der Evangelisch-Lutherischen Landeskirche Schaumburg-Lippe nicht.

#### Kirchenbezirke
Das Gebiet der Landeskirche gliedert sich in die Kirchenbezirke Ost und West mit je einem Superintendenten, dessen Sitze nicht an eine bestimmte, wohl aber an eine Pfarrstelle seines Kirchenbezirks gebunden sind. 

#### Archiv
Das Archiv der Landeskirche Schaumburg-Lippe befindet sich als Depositum im Staatsarchiv Bückeburg.

## Kirchen und Gemeinden
| Bild                                    | Kirche                         | Ort                  | Gemeinde           | Kirchenbezirk |
| --------------------------------------- | ------------------------------ | -------------------- | ------------------ | ------------- |
| St. Nicolai Hagenburg                   | St. Nicolai                    | Altenhagen-Hagenburg | Hagenburg          | Ost           |
| Evangelische Kirche Bad Driburg         | Christuskirche                 | Bad Eilsen           | Bad Eilsen/Luhden  | West          |
| Evangelische Kirche Bergkirchen         | St. Katharina                  | Bergkirchen          | Bergkirchen        | Ost           |
| Stadt- und Residenzkirche Bückeburg.jpg | Stadtkirche                    | Bückeburg            | Bückeburg          | West          |
| Evangelische Kirche Frille              | Evangelisch-Lutherische Kirche | Frille               | Frille             | West          |
| Thomaskirche in Großenheidorn           | St. Thomas                     | Großenheidorn        | Großenheidorn      | Ost           |
| St. Jürgen                              | St. Jürgen                     | Heuerßen             | Heuerßen           | Ost           |
| Kirche Lauenhagen                       | Maria-Magdalenen-Kirche        | Lauenhagen           | Lauenhagen         | West          |
| KircheLindhorst                         | St. Dionysius                  | Lindhorst            | Lindhorst          | Ost           |
|                                         | St. Bartholomäus               | Meerbeck             | Meerbeck           | West          |
|                                         | Evangelisch-Lutherische Kirche | Meinsen              | Meinsen            | West          |
| Petzen Kirche                           | St. Cosmas und St. Damian      | Petzen               | Petzen             | West          |
| Kirche in Pollhagen                     | St. Johannis                   | Pollhagen            | Pollhagen          | West          |
|                                         | Evangelisch-Lutherische Kirche | Probsthagen          | Probsthagen        | Ost           |
| Elisabethkirche Sachsenhagen            | Elisabethkirche                | Sachsenhagen         | Sachsenhagen       | Ost           |
| Kirche Seggebruch                       | Kirche Seggebruch              | Seggebruch           | Seggebruch         | West          |
| St. Martini Stadthagen                  | St. Martini                    | Stadthagen           | Stadthagen         | Ost           |
| St. Agnes Steinbergen                   | St. Agnes                      | Steinbergen          | Steinbergen/Engern | West          |
| Petrus-Kirche Steinhude                 | Petruskirche                   | Steinhude            | Steinhude          | Ost           |
| Evangelische Kirche Sülbeck             | Kirche Zum Heiligen Kreuz      | Sülbeck              | Sülbeck            | West          |
|                                         | Evangelisch-Lutherische Kirche | Vehlen               | Vehlen             | West          |
|                                         | Rogate-Kirche                  | Wendthagen-Ehlen     | Wendthagen         | Ost           |

## Gesangbücher
Die Gemeinden der Evangelisch-Lutherischen Landeskirche Schaumburg-Lippe singen bzw. sangen in den letzten Jahrzehnten vor allem aus folgenden Gesangbüchern:
- Christliche Religionsgesänge zur öffentlichen und häuslichen Gottesverehrung für die Evangelisch-Lutherischen Gemeinen des Fürstenthums Schaumburg-Lippe, Bückeburg, ab 1805 und ab 1855 mit einem Anhang von 150 Liedern versehen
- Gesangbuch für die evangelisch-lutherische Kirche des Fürstenthums Schaumburg-Lippe, Bückeburg, 1875?
- Evangelisches Kirchengesangbuch – Ausgabe für die evangelisch-lutherischen Kirchen Niedersachsens; Hannover, Göttingen, um 1950
- Evangelisches Gesangbuch – Ausgabe für die Evangelisch-Lutherischen Kirchen in Niedersachsen und für die Bremische Evangelische Kirche, Hannover/Göttingen, eingeführt im Advent 1994

## Gemeinsame Einrichtungen mit der Konföderation evangelischer Kirchen in Niedersachsen

### Mission
Als gemeinsame Einrichtung der ev.-luth. Landeskirchen Hannovers, Braunschweig, und Schaumburg-Lippes pflegt das 1977 gegründete Evangelisch-lutherische Missionswerk in Niedersachsen (ELM) die Beziehungen zu den überseeischen Partnerkirchen der schaumburg-lippischen Landeskirche. Sitz des ELM ist Hermannsburg in der Südheide.

### Weitere Einrichtungen
Die Landeskirche Schaumburg-Lippe gehört zu den Trägern der Evangelischen Erwachsenenbildung Niedersachsen (EEB), des Dorfhelferinnenwerks Niedersachsen und des Kirchlichen Dienstes in Polizei und Zoll der Konföderation evangelischer Kirchen in Niedersachsen. Die Einrichtungen sind dem  Haus kirchlicher Dienste der hannoverschen Landeskirche zugeordnet.